# ガス・グリーンバウム
ガス・グリーンバウム（Gus Greenbaum、1894年 - 1958年12月3日）はアメリカ合衆国のユダヤ系ギャング。
ガス・グリーンバウムはかつてアル・カポネの手下だった。
マフィアの私設馬券場を経営しており、その腕をかわれマイヤー・ランスキーがラスベガスに呼び寄せたという。
1947年6月のバグジー・シーゲルが暗殺された晩にモー・セドウェイとフラミンゴホテルに乗込み新しいオーナーだと宣言。瞬く間にフラミンゴの経営状態を立ち直らせる。以後ラスベガスの発展とともに勢力を誇った。ラスベガスではモー・ダリッツに次いで2番目に有力なユダヤ人ギャングといわれた。この頃グリーンバウムは国税局に申告していた金額の3倍は実際稼いでおり、計画的に所得隠しをしていたという。当時のラスベガスのカジノでは所得隠しは当たり前だった。
ラスベガスでは有力者であったが組織は彼のことを快く思っていなく、粗暴な振る舞いが問題となっていた。さらに組織の金をかすめ取っているという噂が流れる。1958年12月に2人の男がアリゾナ州フェニックスの自宅に押し入り彼と彼の妻の喉を切り裂いた。
なお、『ゴッドファーザー』に登場するモー・グリーンは、2人の人間の名前からとられており、うち一人はガス・グリーンバウムである。